# ستيوارت سايمور
ستيوارت سايمور (3 مارس 1974 في المملكة المتحدة - ) (بالإنجليزية: Stewart Seymour)‏ هو لاعب كريكت بريطاني. لعب مع Berkshire County Cricket Club ‏.